# ハイランドパーク粉河
ハイランドパーク粉河（ハイランドパークこかわ）は和歌山県紀の川市中津川地内にある、紀の川市が運営する森林レクリエーション施設。立地環境は高原・林間である。

## 主な施設
- 総合管理棟[4]
- 展望台[4]
- イベント広場[4]
- 野外ステージ[4]
- 遊歩道[4]

## 交通
- 関西空港自動車道「上之郷IC」から林道紀泉高原線を経由し約15km・約30分[3]
- 京奈和自動車道「紀の川東IC」から約10km・約20分[3]
- 大阪方面から阪和自動車道を利用し、貝塚ICから蕎原方面[4]
- 岸和田和泉ICから牛滝山方面へ向かい、和泉葛城山からは紀泉高原スカイラインで西[4]
- 和歌山市方面から国道24号線を利用し粉河町[4]